# 大格迈恩
大格迈恩是奥地利萨尔茨堡州萨尔茨堡城郊县的一个市镇。总面积23平方公里，总人口2405人，人口密度104.6人/平方公里（2005年）。